# Лудвиг II (Салуцо)
Вижте пояснителната страница за други личности с името Лудвиг II.
Лудвиг II или Лудовико II дел Васто (на италиански: Ludovico II di Saluzzo, Lodovico II del Vasto, * 23 март 1438 в Салуцо, † 27 януари 1504 в Генуа) от фамилията дел Васто, клон на род Алерамичи, е маркграф на Салуцо от 1475 до 1504 г.
Той е най-възрастният син на маркграф Лудовико II дел Васто (1406–1475) и на Изабела Палеолога (1419–1475), дъщеря на Джан Джакомо Палеолог, маркграф на Монферат, и Джована Савойска (1392–1460).
Лудовико II се жени през 1481 г. за братовчедката си Джована Монфератска (1466–1490), дъщеря на Виллелм VIII, маркграф на Монферат.
Две години след смъртта ѝ той се жени през 1492 г. за Маргарета де Фуа-Кандале († 1534/36). Те имат девет деца:
- Михеле Антонио (1504–1528)
- Джан Лудовико (1528–1529, † 1563)
- Франческо Лудовико I (1529–1537)
- Джан Габриеле (1537–1548)